# Ludwig Mercklin

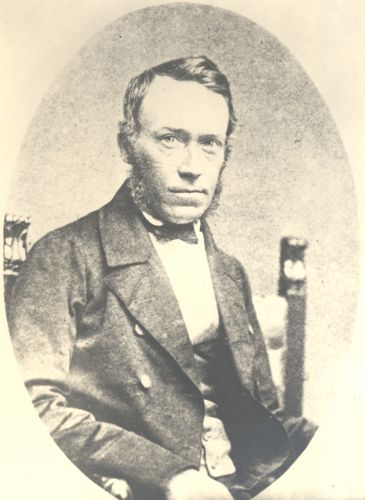
Ludwig Mercklin

Ludwig Mercklin (* 11. Juli 1816 in Riga; † 15. September 1863 in Dorpat) war ein deutschbaltischer Klassischer Philologe.

## Leben

### Herkunft und Familie
Ludwig Mercklin stammte aus einer alten baltischen Gelehrten- und Pfarrersfamilie. Seine Eltern waren der Arzt Eugen Mercklin (1792–1873) und dessen erste Ehefrau Friederike geb. Lerche (1793–1831). Seine Brüder waren der Botaniker Carl Eugen von Mercklin (1821–1904) und der russische  Generalmajor August Mercklin (1823–1892).
Er heiratete am 18. Juli 1852 Fanny Carus (* 7. August 1829; † 29. Dezember 1904), eine Tochter des Chirurgen Ernst August Carus und der Sängerin Agnes Carus. Das Paar hatte zwei Söhne und eine Tochter:
- August Mercklin (* 6. Januar 1856), Dr. Med., Leiter der Irrenanstalt in Treptow an der Rega ⚭ 1881 Alexandrine Kieter (* 3. Oktober 1857)
- Agathe Mercklin (* 13. September 1859), ledig
- Ernst Mercklin (* 20. Februar 1861), Landwirt ⚭ 1898 Rose Bechler (* 12. April 1869)

### Werdegang
Ludwig Mercklin studierte ab 1835 Klassische Philologie an der Kaiserlichen Universität Dorpat, wo ihn besonders Karl Morgenstern und Christian Friedrich Neue förderten. Er war Mitglied der Fraternitas Rigensis. Nach dem Examen (1838) ging Mercklin als Gymnasiallehrer nach Moskau, kehrte aber nach einer Auslandsreise 1840 nach Dorpat zurück. Dort habilitierte er sich und lehrte als Privatdozent. 1846 unternahm er eine Forschungsreise durch Italien. 1851 wurde er als Nachfolger Ludolf Stephanis zum außerordentlichen Professor „der Beredsamkeit, altklassischen Philologie, Aesthetik und Geschichte der Kunst“ ernannt. Entsprechend der weit gefassten Lehrumschreibung hielt Mercklin philologische, literarische und archäologische Vorlesungen und Seminarübungen ab, seit 1852 als Ordinarius.
Mit Förderung des russischen Staats unternahm Mercklin 1860 ausgedehnte Studienreisen durch Deutschland, Frankreich und England. Nach seiner Rückkehr legte er als Frucht seiner Sammlertätigkeit eine Sammlung von Gipsabgüssen für die Universität Dorpat an. 1861 erkrankte er an Krebs und nahm 1862 seinen Abschied von der Universität. Anlässlich seiner Pensionierung wurde er zum russischen Staatsrat ernannt. Er starb am 15. September 1863 nach langer Krankheit im Alter von 47 Jahren.
Mercklins eigene Forschungsarbeit konzentrierte sich auf das römische Sakralrecht und die lateinische Literaturgeschichte. Seine Schriften griffen in die aktuelle Forschung ein, gerieten aber nach seinem Tod größtenteils in Vergessenheit, da er sie verstreut und schwer zugänglich publizierte. Eine Sammlung seiner Kleinen Schriften ist nicht erschienen.